# Panzeria cobala
Panzeria cobala är en tvåvingeart som först beskrevs av Henry J. Reinhard 1953.  Panzeria cobala ingår i släktet Panzeria och familjen parasitflugor.
Artens utbredningsområde är New Mexico. Inga underarter finns listade i Catalogue of Life.